# Lepanthopsis astrophora
Lepanthopsis astrophora là một loài thực vật có hoa trong họ Lan. Loài này được (Rchb.f. ex Kraenzl.) Garay mô tả khoa học đầu tiên năm 1962.

## Hình ảnh

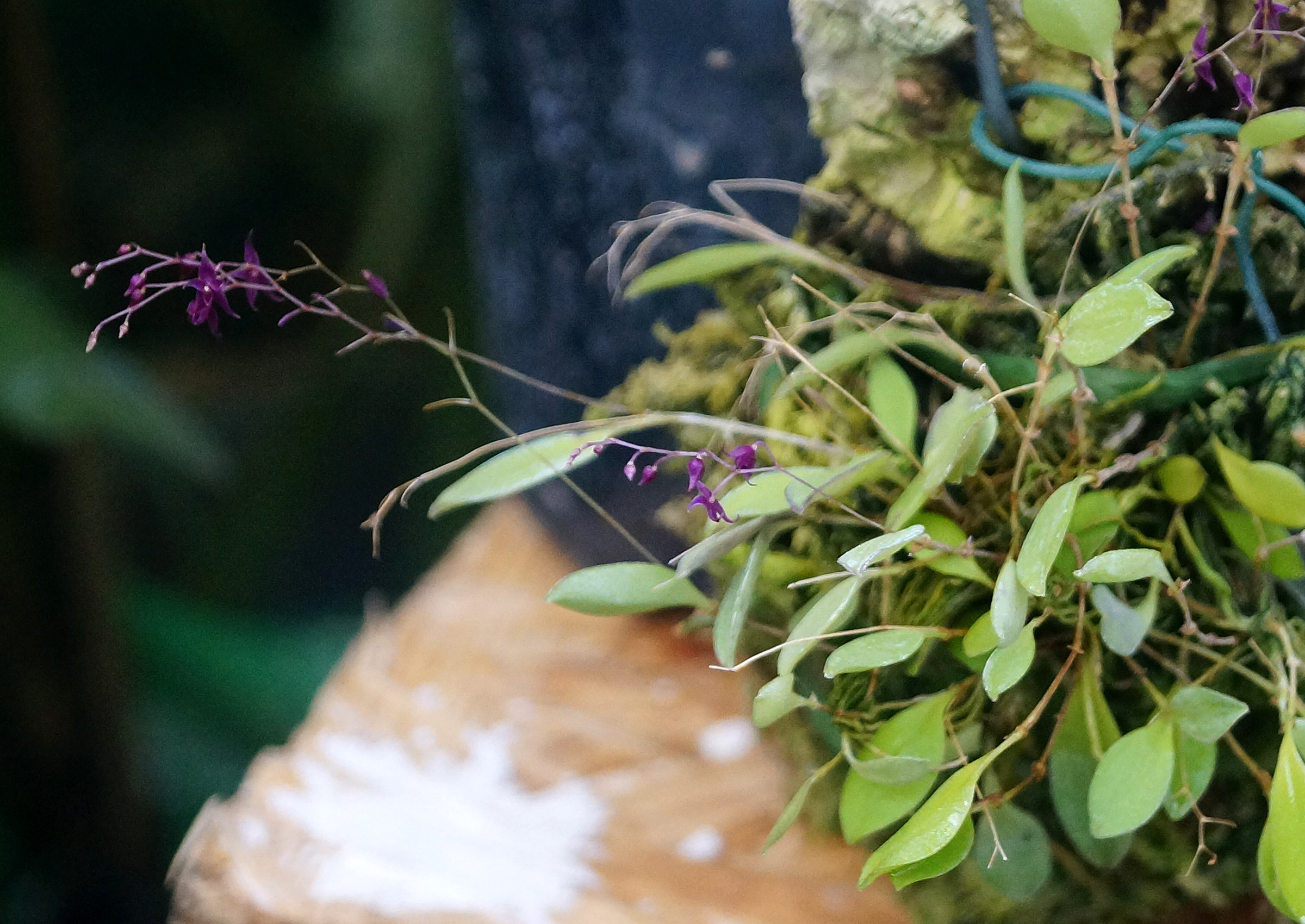
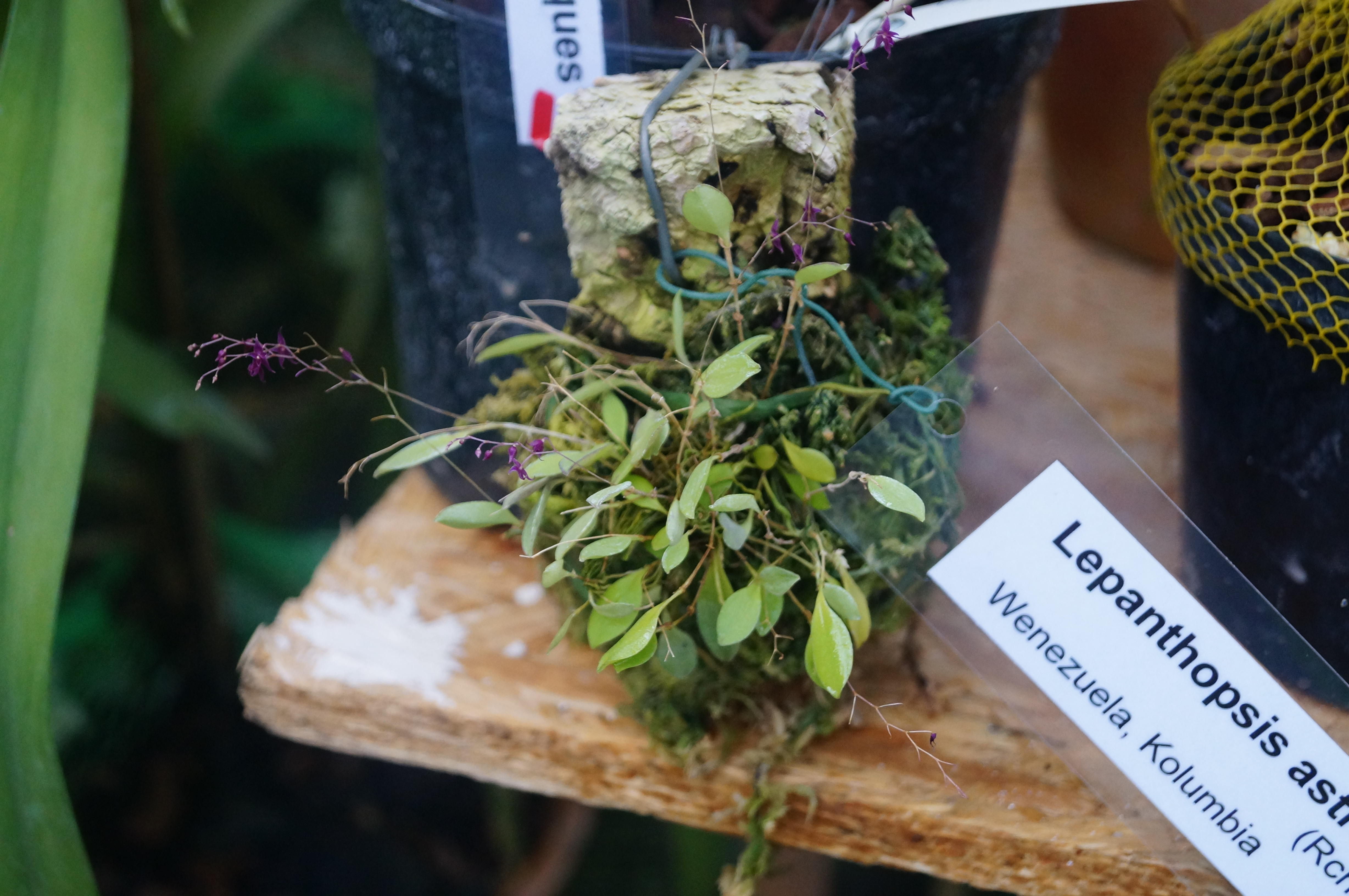
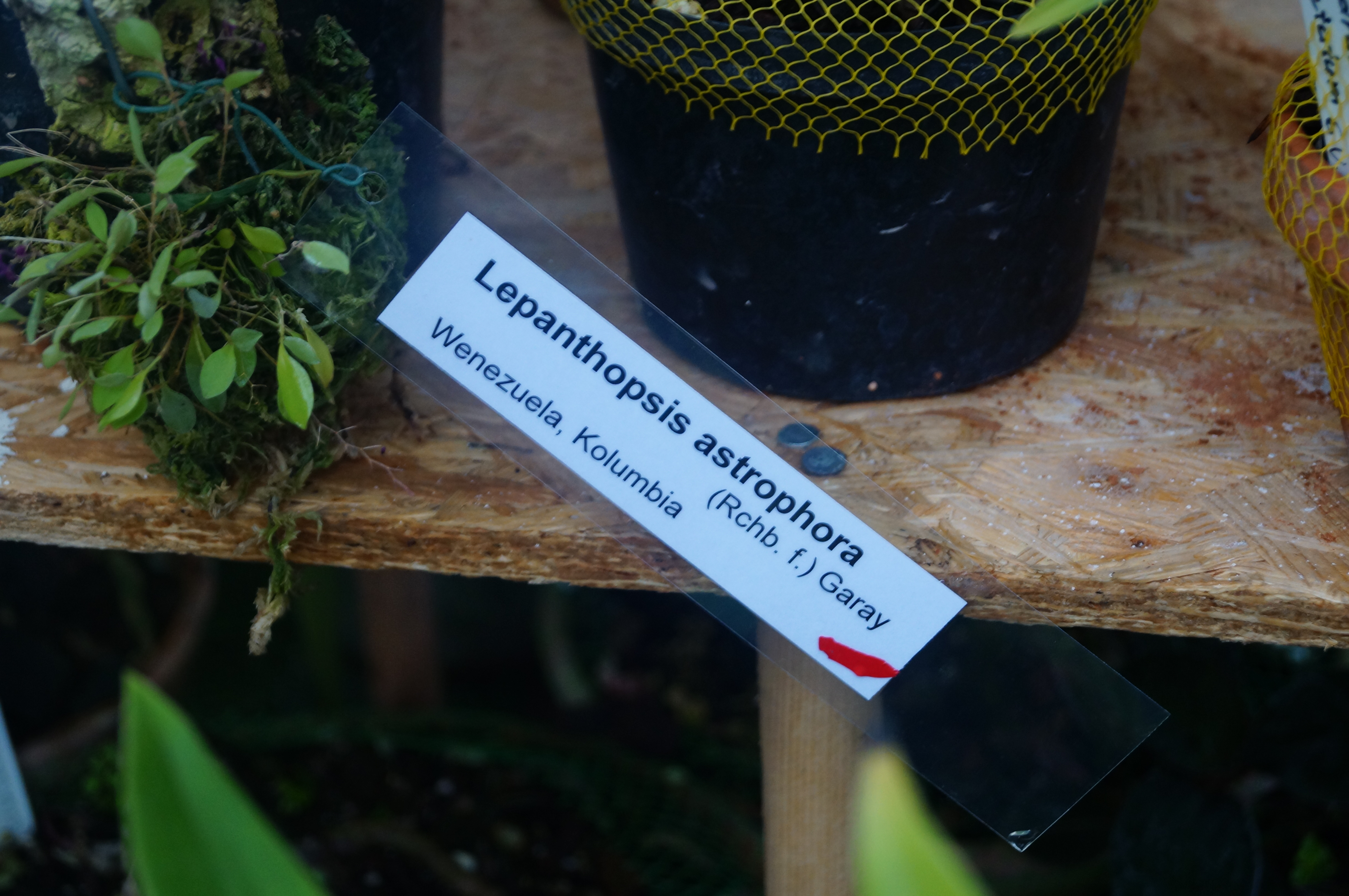
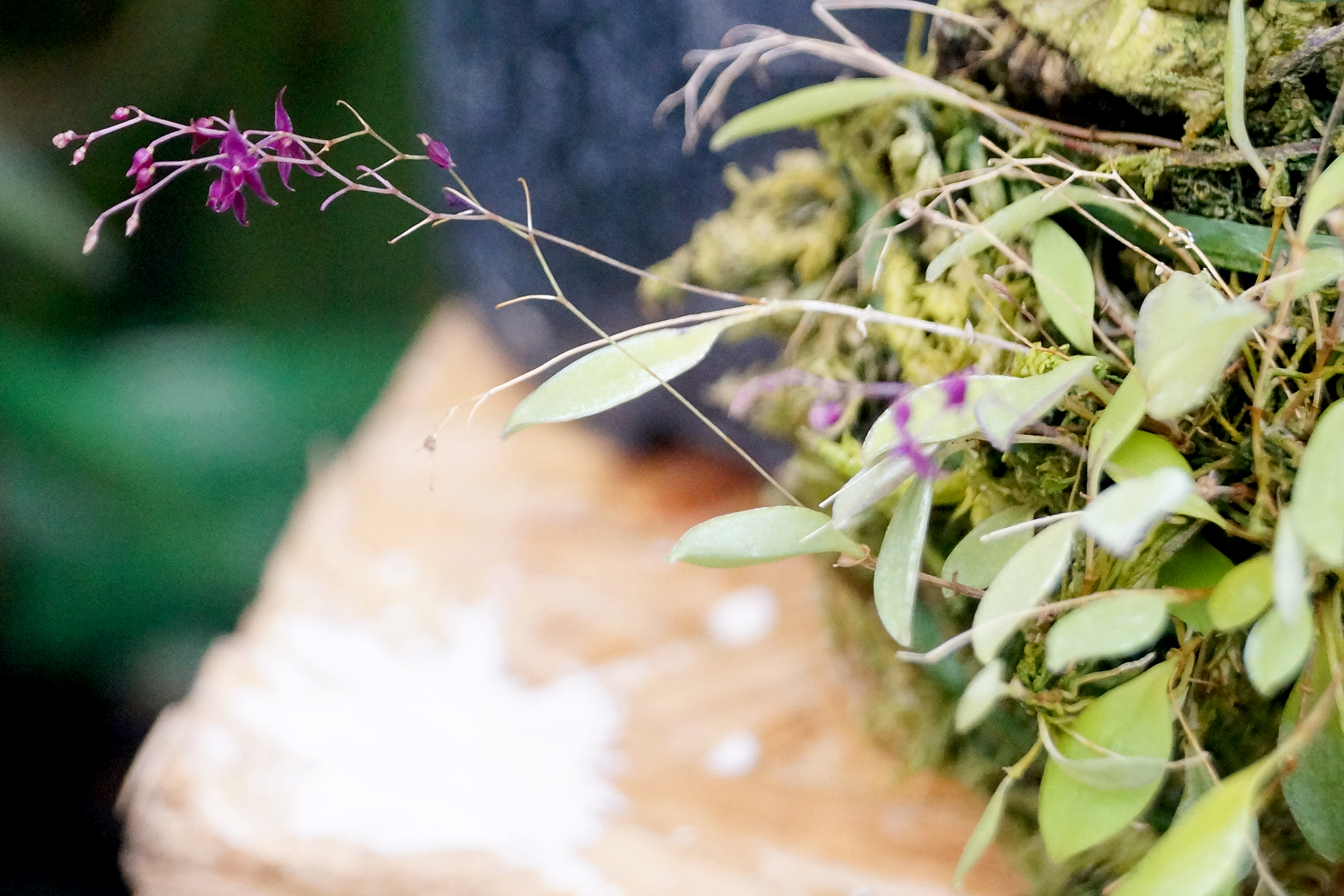